# 白腹鹞
白腹鹞，又名泽鵟、白腹鷂、東方澤鷂，为鹰科鹞属的鸟类，分布于中国南方、台湾、韩国、日本南部、印度东北部、孟加拉国和东南亚各国。多栖息于沼泽中的芦苇丛。该物种的模式产地在亚洲。
是一種屬於沼澤鵟群體的猛禽。它以前被認為與澤鵟 （Circus aeruginosus） 為同種異名，但現在通常被分類為一個獨立的物種。它有兩個亞種：C. s. spilonotus 分布於東亞洲，以及C. s. spilothorax （巴布亞澤鷂，或許是一個獨立物種） 分布於新幾內亞。

## 亚种
- 白腹鹞指名亚种（学名：Circus spilonotus spilonotus），分布在东亚。在中国，分布于中国大陆的内蒙古、黑龙江、辽宁、青海、四川、福建、广东、海南、云南等地和臺灣。该物种的模式产地在亚洲。[3]
- 白腹鹞新幾內亞亞種（学名：Circus spilonotus spilothorax），分布在新几内亚。

## 描述
牠身長48至58 厘米，翼展113至137 厘米；與大多數猛禽一樣，雌性通常比雄性大。雄鳥的羽毛變異較大；通常頭部、胸部、背部和翼覆羽為黑色，帶有淡色條紋。翅膀的其餘部分為灰色，翼尖黑色，前緣為白色。尾巴為灰色，臀部為白色，下體大部分為白色。雌鳥為深棕色，頭部和下體有淡黃色條紋。臀部常為白色，尾巴上有深色橫紋。幼鳥為深棕色，頭部為淡黃色，翼下有淡色斑塊。
牠通常不會鳴叫，但在棲地常發出像貓叫的叫聲。

## 分佈與棲地
東方澤鵟一般是候鳥，但巴布亞澤鷂為留鳥。繁殖範圍涵蓋中國東北、蒙古及西伯利亞東南部（西至貝加爾湖），少量分佈於日本北部（北海道和本州北部）。在貝加爾湖附近，牠與澤鵟的分佈有些重疊，且發生過生物學上的雜交。
牠的越冬範圍包括中國南部、台灣、韓國、日本南部、印度東北部、孟加拉和東南亞地區，南至菲律賓、婆羅洲和蘇門答臘。大量候鳥沿中國海岸遷徙，成千上萬隻鳥類在秋季經過如北戴河等地。
牠偏好的棲地是開闊的地區，包括濕地、稻田和草原。

## 飲食與繁殖
在狩獵時，牠以淺V形的姿勢低空飛行。其獵物包括小型哺乳動物、鳥類和青蛙。
繁殖季於四月開始。巢由樹枝構成，築於地面，通常在蘆原中。牠會產下四到七顆蛋，孵化期為33至48天。幼鳥在孵化後的35至40天內羽化。

## 保护
- 中国国家重点保护动物等级：二级